# Luca Radice
Luca Radice (* 9. April 1987 in Uster) ist ein italienischer ehemaliger Fussballspieler.

## Karriere
Fussball zu spielen, begann Radice beim FC Volketswil. Von der U-16 wechselte er 2004 zum Inter Club Zurigo in die 2. Liga interregional, der zu diesem Zeitpunkt vierthöchsten Liga der Schweiz und begann eine Lehre als Metallbaukonstrukteur. Dort fiel er dem FC Winterthur auf, dessen U-21-Mannschaft in der gleichen Liga spielte. Er wechselte in die U21 des FCW und wurde bereits nach wenigen Monaten von Trainer Mathias Walther in die 1. Mannschaft berufen. Bei seinem Debütspiel in der Challenge League am 29. Juli 2006 zuhause gegen den FC Baulmes spielte er über 90 Minuten.
Bei Winterthur war er von Beginn an Stammkraft und spielte insgesamt acht Jahre lang und absolvierte dabei 205 Spiele mit der 1. Mannschaft. Nachdem 2011 ein erster Wechsel zum schottischen Verein St. Mirren F.C. scheiterte, wechselte Radice im Winter 2014 zum FC Aarau in die Nationalliga A. Während den ersten eineinhalb Jahren war er auch dort Stammkraft, verlor jedoch nach dem Abstieg der Aargauer in die Nationalliga B und zwei Kopfverletzungen diesen wieder. 2016 wechselte er zurück nach Winterthur auf die Schützenwiese. 2020 wechselte Radice zum drittklassigen Rapperswil-Jona.